# Haumeni Ana
Haumeni Ana is een bestuurslaag in het regentschap Timor Tengah Utara van de provincie Oost-Nusa Tenggara, Indonesië. Haumeni Ana telt 1026 inwoners (volkstelling 2010).